# Kenny Baumann
Kenny Baumann (Urbana, 8 de agosto de 1989) é um ator americano.

## Biografia
Atualmente ele interpreta Ben Boykewick em The Secret Life of the American Teenager, na ABC Family. Na televisão, ele apareceu em Eli Stone, em Sixty Minute Man, e The Other Mall. Ken começou a atuar aos 11 anos em Nova Iorque e Texas e aos 14, mudou-se para Los Angeles e apareceu em Springbreak83 com Jamie Kennedy e Joe Pantoliano. Kenny Baumann apareceu em alguns dos episódios da serie Castle como namorado de Alexis, filha do escritor.
Ele é também é amigo de Cody Linley, um ator mais conhecido por sua hóspede aparição na série Hannah Montana.
Em uma entrevista ao Blog Talk Radio, Baumann foi citado como tendo dito que ele foi atraído para o papel de Ben em The Secret Life of American Teenager porque "ele é muito carinhoso, ele é muito doce e, naturalmente, e interpreta tão bem. "
Kenny Baumann e a atriz Aviva Farber, casaram-se em 16 de Junho de 2012, em Malibu (Califórnia).